# Pausanias din Damasc
Pausanias sau Pausania din Damasc a scris în ultimul sfert al secolului al II-lea î.Hr. și a compus descrierea versificată a regiunilor de coastă vechi; această lucrare este cunoscută ca fiind lucrarea lui Pseudo-Scymnus.